# Puig de Gallicant (Arbolí)
El Puig de Gallicant és una muntanya de 1010 metres que es troba al municipi d'Arbolí, a la comarca catalana del Baix Camp.
Al cim podem trobar-hi un vèrtex geodèsic (referència 260133001).
Aquest cim està inclòs al llistat dels 100 cims de la FEEC. 